# 아제르바이잔-인도 관계
아제르바이잔-인도 관계는 아제르바이잔과 인도 간의 양자 관계이다.

## 역사
인도와 아제르바이잔은 오랜 역사적 관계와 공유된 전통을 가지고 있다. 바쿠 인근에 위치한 아테슈가 불의 사원은 그 훌륭한 예시이다. 데바나가리 문자와 구르무키 문자가 새겨진 이 중세 시대 기념물은 양국 간의 오랜 관계를 보여주는 살아 있는 증거이다. 인도와의 무역 연결은, 실크로드를 통해 유럽으로 향하던 인도 상인들의 새로운 접촉으로 이어졌다.

## 경제 관계
인도와 아제르바이잔 간의 양자 무역은 최근 몇 년간 꾸준히 증가해왔다. 인도는 아제르바이잔에 잘 구축된 제약 산업을 보유하고 있으며, 많은 인도 제약 회사들이 아제르바이잔에서 운영되고 있다. 인도로부터의 직간접적인 수입 품목으로는 의류 및 섬유, 정보 기술, 식료품, 중장비, 전자 카드, 증기 보일러 및 기타 공장 설비 등이 있다.
인도는 아제르바이잔의 일곱 번째로 큰 교역 상대국으로 남아 있으며, 양국 간 무역액은 14억 3,500만 달러에 달한다.
무역 규모는 2005년 5천만 달러에서 2015년 2억 5천만 달러로 증가하였다. 인도가 아제르바이잔으로부터 수입하는 주요 품목은 원유이다.

## 문화적 관계
아제르바이잔과 인도 간의 문화적 유대는 긴밀하다. 저명한 페르시아 시인 니자미 간자비는 1800년대의 유명한 시인이자 음악 작곡가인 아미르 호스로우의 시대부터 잘 알려져 있었다. 다른 중요한 인물로는 인도 배우 라지 카푸르의 친구이기도 했던 유명한 가수 래시드 베흐부도프가 있다. 아제르 예술가 래시드 베흐부도프는 양국에서 아제르바이잔 음악과 예술을 홍보하기도 했다. 아제르 가수 엘미라 라힘로바는 인도에 머무는 동안 인도 춤과 음악을 공부하기도 했다. 지난 4년 동안 약 30편의 인도 영화와 광고가 아제르바이잔의 여러 장소에서 촬영되었다.